# 알리너 젤러르
알리너 젤러르(네덜란드어: Aline Zeler, 1983년 7월 2일 ~ )는 벨기에의 여자 축구 선수이다. 포지션은 공격수이며, 현재 PSV 프라우언 소속이다.
2004년에 스탕다르 리에주에 입단했으며 2006년에 RSC 안데를레흐트로 이적했다. 2009-10 시즌 동안에는 신트트라위던 VV에서 활약했고 2010년에 스탕다르 리에주로 복귀했다. 2017-18 시즌 동안에 RSC 안데를레흐트로 복귀했고 2018-19 시즌에는 PSV 프라우언으로 이적했다.
2004년부터 2018년까지 벨기에 여자 축구 국가대표팀에서 활약했으며 109경기에 출전하여 29골을 기록했다. 이 기록은 벨기에 여자 축구 국가대표팀 최다 출전 기록이다.

## 수상
- 벨기에 여자 슈퍼리그 9회 우승 (2010, 2011, 2012, 2013, 2014, 2015, 2016, 2017, 2018)
- 벨기에 여자컵 3회 우승 (2006, 2012, 2014)
- 벨기에 여자 슈퍼컵 2회 우승 (2011, 2012)
- 베네리그 1회 우승 (2015)
- 베네 여자 슈퍼컵 2회 우승 (2011, 2012)